# 米兰多拉
米兰多拉（義大利語：Mirandola）是意大利艾米利亚-罗马涅大区摩德纳省的一个城市和市镇，位于省会东北31公里处，2008年人口为22,068人。该地以文艺复兴时期哲学家乔瓦尼·皮科·德拉·米兰多拉而知名。